# Королівські штандарти Канади

Королівський штандарт Канади

Королівські штандарти Канади - це набір унікальних канадійських персональних прапорів, схвалених королевою Канади для використання членами канадійської королівської родини. Вони використовуються для позначення присутності пред'явника в будь-якому автомобілі, кораблі, літаку, будівлі чи районі, в межах Канади або при представленні Канади за кордоном. Існує шість особистих королівських штандартів, по одному для королеви, принца Вельзького, герцога Кембриджського, принцеси Королівської, герцога Йоркського та графа Вессекського, а також один штандарт для більш загального позначення присутність будь-якого члена Королівської родини, який раніше не отримував певного особистого штандарту. Прапори є частиною більшої колекції канадійських королівських символів.

## Суверенний штандарт

Особистий штандарт Єлизавети II, королеви Канади (1962–2022)

Королівський штандарт також називають Персональним канадійським прапором королеви - це геральдичний прапор прийнятий і завтверджений королевою Єлизаветою II 1962 року для використання як королеви Канади. З його запровадженням червоно-білий прапор, вперше проголошений Георгом V 1921 року, закріпився як національний колір Канади і він був доданий до Публічного реєстру гербів, прапорів та бейджівКанадійського геральдичного управління 15 березня 2005 р. Різні штандарти використовуються Єлизаветою у деяких інших сферах Співдружності, і вона має інший прапор для використання як Голова Співдружності.
Прапор, в 1:2 пропорції, складається з накладки з Королівського герба Канади у вигляді банера покритим відмінним символом королеви Єлизавети II, що використовується як знак прапора Співдружності:  блакитне коло з початковвою Е, що увінчана короною Святого Едуарда, і у золотому вінку з троянд. Штандарт захищений Законом про торговельні марки; у розділі 9 (а) зазначено: "Жодна особа не повинна приймати у зв'язку з бізнесом, як торгову марку чи інший спосіб, будь-яку марку, що складається або є такою, що майже нагадує, що, ймовірно, може бути прийнята за ... Королівський герб, Клейнод або Штандарт". Символи на прапорі представляють країни, що колонізували Канаду, а саме Англію ( Королівський герб Англії), Шотландію (Королівський прапор Шотландії), Ірландію (герб Ірландії) та Францію (герб Франції), поряд з національнии символом (кленовий лист).

## Інші члени королівської родини
В даний час існує п’ять варіантів королівського штандарту, кожен затверджений королевою Канади патентними листами для конкретного члена королівської родини Канади: принца Чарльза, принца Вельзького; Принца Вільяма, герцога Кембриджського; Принцеси Енн, принцеси Роял; Принца Ендрю, герцога Йоркського; і принца Едварда, граф Вессекського. Шостий варіант використовується будь-яким іншим членом канадійської королівської родини, який не був представлений короною з особистим канадським штандартом. Всі штандарти були створені Канадійською геральдичною владою, перші дві, крім суверенної, були прапорами принца Вельзького та герцога Кембриджського. Вони були розроблені протягом трьох місяців і вивішені 29 червня 2011 р. безпосередньо перед королівським туром герцога Кембриджського; його прапор вперше вивівся з вікна кабіни літака канадійських сил, який доставив його та Кетрін, герцогиню Кембриджську до Канади 2011 року, коли він рушив полем після посадки в Оттаві. Вперше прапор принца Чарльза було розгорнуто 20 травня 2012 року в CFB Gagetown, з вікна кабіни рульового літака Королівських канадійських ВПС, який доставив його та Камілу, герцогиню Корнуольську, до Канади для королівського туру з нагоди Діамантового ювілею Єлизавети II. Прапор принцеси Роял вперше був використаний під час її візитів у жовтні 2013 року до CFB Borden та CFB Kingston. Вперше штандарт принца Едварда був використаний під час його візиту до Будинку уряду Британської Колумбії на початку королівського туру його та дружини, 12 вересня 2014 року. Королівський штандарт, що межує з горностаями, був зареєстрований 15 січня 2015 року для використання членами королівської родини, які не мають особистого штандарту для використання в Канаді.

Усі варіанти пропорційні 1:2. Особисті штандарти складаються з нарізки Королівського герба Канади, обтяжено як синім колом у золотому вінку, так і білим лабелем із трьма кінцями. Вінок на прапорі принца Чарльза з золотих кленових листів, на колі зображені пір'я принца Вельзького, а бейдж не стягується, що означає старшого сина монарха. На прапорі принца Вільяма є вінок із золотого кленового листя і мушель морських гребінців, на колі зображено його монограму (увінчану коронетою його рангу літеру W), а лабель має червону облямівку, що нагадує герб його матері, Діани, принцеси Вельзької. На решті полотнищ лише вінки із золотого кленового листя. Королівський штандарт принцеси Королівської на колі містить вензель Анни (увінчану коронетою дитини монарха літери А), а ламбель обтяжений червоним серцем у центрі, а два інших - червоними хрестами, взятими з герба принцеси. На ронделі королівського штандарту герцога Йоркського є вензель Ендрю (увінчаний коронетою дитини монарха літерою А), а на центральній ламбеля розмщений синій якір, знятий з герба принца. Граф Вессекський використовує монограму Едварда (увінчаний коронетою дитини монарха літерою Е) у колі, а в центрі ламбеля - Троянда Тюдорів.

Принц Чарльз, принц Вельзький
Принц Вільям, герцог Кембриджський
Принцеса Енн, Принцеса Роял
Принц Ендрю, герцог Йоркський
Принц Едвард, граф Уессекський
Інші члени королівської родини

## Використання та протокол
До прийняття канадійських королівських штандартів члени Королівської родини, які мандрували в Канаді, використовували королівський штандарт, який вони застосовували, перебуваючи у Сполученому Королівстві; після 1931 р. кожен із цих штандартів взяв на себе подвійну роль представляти члена британської або канадійської королівської родини, залежно від контексту. Тільки під час туру 2009 року принца Чарльза та його дружини Камілли, герцогині Корнуольської, принц Вельзький використав британський стандарт для членів Королівської родини, які не мають права на власний особистий штандарт, а не на штандарт, що використовується принцом Вельзьким для Англії та Вельзу. 
[джерело?]
Особистий канадійський прапор королеви застосовується лише тоді, коли королева перебуває в Канаді або відвідує захід за кордоном в якості глави канадійської держави; наприклад, прапор був розгорнутий на пляжі Джуно у Франції, коли королева була там для вшанування пам’яті Нормандії. Прапор повинен бути піднятий відразу після прибуття суверена і опущений безпосередньо після її від'їзду з будь-якої будівлі, корабля, літака чи іншого простору чи транспортного засобу. На суші, згідно з протоколом Міністерства національної оборони, штандарт королеви повинен бути вивішений з флагштока, що піднімає піку, як клейнод канадійського королівського герба. Оскільки монарх є уособленням канадійської держави, її прапор також має пріоритет над усіма іншими прапорами Канади, включаючи національний прапор та прапори інших членів канадійської королівської родини, і ніколи не вивішується на півмачті, коли суверен помирає, оскільки на канадійському престолі завжди є суверен.
Жодна інша особа не може використовувати прапор; федеральний представник королеви, генерал-губернатор, має унікальний особистий прапор, як і кожен з провінційних віце-королів монарха. Прапори зберігаються в резиденції королеви в Оттаві, в залі Рідо, і передаються співробітникам домашнього господарства Департаменту канадійської спадщини до прибуття королеви.
Протокол іноді, хоча і рідко, офіційно порушується. 9 серпня 1902 року, в день коронації короля Едуарда VII, королівський штаб монарха (тоді такий самий у Канаді, як і у Сполученому Королівстві) був піднятий на тимчасовому стовпі прапора на верфі Його Величності в Галіфаксі, Нова Шотландія. Подібним чином, під час коронації королеви Єлизавети II 2 червня 1953 року королівський штаб суверена був порушений на вершині Мирної вежі на Парламентському пагорбі в Оттаві. Шістдесят років потому, 6 лютого 2012 р., особистий штандарт королеви для Канади був розгорнутий в залі Рідо і Парламентському пагорбі, а також в інших законодавчих органах по всій країні, щоб відзначити діамантову річницю монарха зі свого вступу на престол; дозвіл на це дала королева.

## Штандарт коронації

Штандарт коронації, що застосовувався в 1911 році

Штандарт коронації, що застосовувався у 1937 та 1953 роках

Під час церемонії коронації монарха у Вестмінстерському абатстві різні символи різних країн несуть різні чиновники під час процесії всередині абатства. Ці прапори є копією герба країни. Для Канади подібні штандарти, засновані на попередньому гербі, використовувались тричі: під час коронації короля Георга V, короля Георга VI та королеви Єлизавети II у 1911, 1937 та 1953 роках, відповідно.  Прапор герба перших чотирьох канадських провінцій використовувався в 1911 р., а прапор версії герба 1921-1957 рр. використовувався в 1937 та 1953 рр. Прапор був у співвідношенні 3:4 і без обтяження.

## Зовнішні посилання
- Публічний реєстр зброї, прапорів та значків> Реєстрація прапора Її Величності Королеви для особистого користування в Канаді [Архівовано 21 вересня 2013 у Wayback Machine.]
- Канадські прапори королівської родини [Архівовано 15 березня 2017 у Wayback Machine.]
- Глава держави [Архівовано 6 грудня 2020 у Wayback Machine.] Прапори Канади, Алістер Б. Фрейзер